# توماس شلم
توماس شلم (انگلیسی: Thomas Schlamme؛ زادهٔ ۲۲ مهٔ ۱۹۵۰) کارگردان و تهیه‌کننده اهل ایالات متحده آمریکا است.
وی همچنین برندهٔ جوایزی همچون جایزه امی ساعات پربیننده برای بهترین کارگردانی مجموعه تلویزیونی کمدی و جایزه انجمن کارگردانان آمریکا شده‌است.